# 伊萨伊阿斯科埃略
伊萨伊阿斯科埃略（葡萄牙語：Isaías Coelho）是巴西皮奥伊州的一个市镇。总面积664.66平方公里，总人口7753人，人口密度11.7人/平方公里。